# LCTL
LCTL‏ (Lactase like) هوَ بروتين يُشَفر بواسطة جين LCTL في الإنسان.